# Андская кошка
Андская кошка (лат. Leopardus jacobitus) — южноамериканский вид из семейства кошачьих (Felidae). Из-за проживания её в относительно труднодоступных регионах Анд научные сведения о ней довольно малочисленны.

## Внешность
Андская кошка внешне сильно напоминает пампасскую кошку, обитающую в том же регионе. В чём заключаются отличия обоих видов, до сих пор является объектом научных исследований, в распоряжении которых есть лишь считанные экземпляры из музеев. Длина этой кошки составляет около 70 см, длина хвоста — 45 см, вес колеблется в пределах от 4 до 7 кг. Шерсть довольно длинная для защиты от холодов, её окраска серо-коричневая с чёрными пятнами. На хвосте чёрный кольцеобразный узор.

## Распространение
Андская кошка является самым редким видом кошачьих в Южной Америке. Чаще всего она встречается в Андах, где её ареал тянется от южного Перу через юго-запад Боливии до северо-запада Аргентины. Она предпочитает жить на большой высоте от 3000 до 5000 м над уровнем моря.

## Питание
Андская кошка питается мелкими млекопитающими, такими как  Вискаши но, как и другие кошки, довольно гибкая в выборе добычи.

## Статус защиты
Учёные предполагают, что численность популяции этих кошек очень невелика (Предположительно 1500 особей). Поэтому андские кошки перечислены в Вашингтонской конвенции по защите видов. Она запрещает всякую торговлю продуктами, изготовленными из андских кошек. Это включает в себя и продажу уже использованных продуктов.

## Систематика
Во многих научных трудах андская кошка выделяется в отдельный род Oreailurus. Более новые систематики, как например у Уилсона и Ридера (2005), относят её к тигровым кошкам (Leopardus), к которым относится и оцелот.